# Maljutka
Il 9M14 Maljutka è il terzo tipo di missile anticarro sovietico, noto in occidente con il nome in codice NATO AT-3 Sagger.
Esso ha la straordinaria caratteristica di contenere in un missile da 11 kg la capacità di raggiungere i 3000m di gittata, comparabile con missili a lungo raggio da 20–30 kg. La terza versione era anch'essa dotata di filoguida SACLOS, come nel caso dell'AT-2. Preso come modello per la realizzazione di copie ulteriori, è poco noto che è stato riprodotto anche in Cina, ma soprattutto che lo stesso ha fatto Taiwan, chiamandolo Kung Fu, e infine l'Iran, con il nome Raad e caratteristiche potenziate (es. testata in tandem).

## Caratteristiche
Come ideazione, era chiaro che l'Armata Rossa volesse un missile controcarro con gittata adeguata per gli impieghi più esigenti, possibilmente da un raggio superiore alla portata dei carri armati nemici, ma allo stesso tempo un missile più leggero ed economico delle armi quali gli AT-1 e AT-2. La configurazione, con 4 alette cruciformi a freccia, era simile a quella dell'AT-1, come anche la guida era data sempre da un cavo di controllo. Ma le dimensioni sono state molto diminuite, e il missile è stato con successo pensato per essere trasportabile dalla fanteria smontata. Con una massa di 11 kg, una lunghezza di 88 cm e un diametro di 12 cm, esso era effettivamente idoneo a tal compito. Una squadra di 2 uomini poteva portare 2 missili e un sistema di lancio e controllo del tiro, mentre 3 uomini potevano portare 4 missili.
La testata, da 3 kg, ha una carica cava, ovvero HEAT, con capacità di perforare 450mm di acciaio, grazie al micidiale fenomeno di convergere gran parte dell'energia chimica in un getto di metallo ad alta temperatura, cosa resa possibile dalla geometria dell'esplosivo, con una cavità conica verso il bersaglio. L'ogiva ha la spoletta, mentre dietro vi è un motore a razzo a lunga combustione, che ha ottimizzato il rapporto tra la gittata e la velocità, con preferenza per la prima. Infine vi è il cavo di controllo e 4 alette di controllo e stabilizzazione.
La potenza dell'arma è adeguata per distruggere praticamente ogni carro armato degli anni sessanta e settanta. La capacità penetrativa è di circa 400 mm in grado di infliggere danni gravi anche ai carri da combattimento più corazzati (il T-80U si aggira per esempio su 500mm in punti medi).

### Controllo
Il sistema Sagger presenta un piano ben piazzato a terra da un tripode; il missile è situato sul piano; il tutto è completato da una "console" di controllo manuale dotata del pulsante di lancio, con un mirino periscopico con ingrandimento 4x, e un joystick di controllo, con cavo fino a 15 metri per non restare troppo vicino alla rampa di lancio rischiando di essere localizzati dal nemico, che ha tempo di reagire: ben 27 secondi alla massima gittata. La velocità media del missile è di 120 m/s, che per gli standard può essere considerata bassa. La "lenta" velocità permette di intercettare il missile o prepararsi a manovre evasive.
Per bersagli ravvicinati (inferiori a 1000 metri di distanza) il lanciatore può indirizzare a "vista", mentre a distanze maggiori l'uso del periscopio 8x si rivela fondamentale. La consolle di lancio può controllare fino a 4 lanci simultanei da una distanza di 15 metri. L'angolo di lancio ottimale si stima intorno a -5° +10°. Un lanciatore medio di Sagger è in grado di direzionare in modo ottimale l'arma per bersagli di raggio intorno ai 1000-3000 metri, ma l'abilità può variare questi parametri.
Il sistema Sagger non subisce effetti di jamming (disturbo elettronico).

## Varianti
Nel suo sviluppo, il missile ha visto l'introduzione della versione B, con un 25% in più di velocità e soprattutto, alla fine del 1973, l'AT-3, con una guida computerizzata semiautomatica, basata su di un sensore che rileva il calore di un flare sulla coda del missile che permette ad un computer di guidare l'arma verso il punto in cui il mirino è puntato.
La variante iraniana prende il nome di Raad. Si tratta sostanzialmente di una versione migliorata in capacità offensive e manovrabilità. Una doppia testata HEAT è sostituita allo schema del missile tradizionale ed è stata appositamente studiata per prendersi cura delle nuove corazze reattive (ERA): la prima carica detona pulendo la contro-carica esplosiva presente sulla corazza del carro, la seconda penetra ciò che rimane della stessa.
Le versioni Nord-Coreane del Sagger ne hanno notevolmente aumentato il raggio e implementato un sistema di guida automatica (SACLOS).
La versione jugoslava Maljutka è praticamente identica all'originale.

## Utilizzo
Il Sagger, entrato in servizio attorno al 1965, è un'arma che con le sue caratteristiche di compattezza e gittata, surclassava tutti i missili occidentali coevi, più pesanti o più limitati in gittata. Esso ha avuto una diffusione enorme, e è stato il principale colpevole dello "shock da missili" dovuto alla guerra del Kippur, dove essi, soprattutto nella prima fase della guerra, neutralizzarono molti carri israeliani. Esso venne più tardi meglio contrastato, con cortine fumogene, fuoco di soppressione, distrazione sul punto generico di lancio, ecc.
Il Sagger può trovare una tipologia di usi molteplici: può essere montato infatti su elicotteri di attacco anticarro russi quali il famoso Mi-24 Hind (che ne ha a disposizione 4) o su veicoli di tipo BRDM-1/2; ma il suo utilizzo più frequente è quello operato da "terra" da parte di un operatore anche perché negli altri ruoli è stato pienamente rimpiazzato da Kornet e Spigot da decenni. Il Sagger è stato usato in mezzi come i BMP-1, BMD-1, (1 rampa con 4 missili), BRDM-1 e BRDM-2 (5 missili più altrettanti di ricarica), elicotteri Mil Mi-2 e Mi-8.
Sebbene missili più moderni come il TOW e il MILAN ne abbiano evidenziato obsolescenza, tanto che l'armata rossa lo ha ritirato dal servizio da decenni, nessuno di questi si è rivelato altrettanto efficace dal punto di vista del rapporto peso-gittata e dell'economicità. Ancora oggi il Sagger è assai diffuso, anche perché i cinesi e gli iraniani lo hanno copiato e aggiornato nel corso degli anni.
Considerato un ATGM obsoleto per i moderni eserciti è (ed è stato) comunque impiegato con successo in molti teatri di guerriglia nel mondo: Cecenia, Iraq, Afghanistan sono solo alcuni dei più conosciuti. Recentemente è stato utilizzato più volte anche dalla milizia libanese Hezbollah durante il conflitto con Israele; si suppone che il gruppo fondamentalista abbia usato la variante Raad fornita dall'Iran dotata di un testata a doppia carica in tandem (si ipotizzano 600-700mm di perforazione). Nel 2011 è stato usato dai ribelli nella guerra civile libica.
Il missile, o meglio, una sua variante di derivazione locale, è ancora in uso nelle forze armate nordcoreane dove viene dispiegato come arma anticarro per gli elicotteri statunitensi MD500, importati illegalmente negli anni '80 attraverso il mercato civile.